# Iglesia de Santa Ana de Chachapoyas
La iglesia de Santa Ana de Chachapoyas es una edificación en la ciudad homónima. Está ubicada en jirón Santa Ana 1054, frente a la plaza de Santa Ana. Fue la primera iglesia de su género en ser construida por los españoles en la región Amazonas, Perú. Se guardan en su interior hermosas imágenes coloniales. Se está transformando en un museo étnico-religioso.